# Ian Parish
Ian Parish (* 22. November 1998 in Philadelphia) ist ein US-amerikanischer Volleyballspieler.

## Karriere
Parish begann seine Karriere an der Loyola High School. Von 2018 bis 2022 studierte er an der University of California, Los Angeles und spielte in der Universitätsmannschaft Bruins. Nach dem Studium ging er zum schwedischen Verein Flory BK. 2023 wurde der Mittelblocker vom deutschen Bundesliga-Aufsteiger FT 1844 Freiburg verpflichtet. Mit den Freiburgern erreichte er das Viertelfinale im DVV-Pokal 2023/24, aber der Verein verpasste als Tabellenzehnter der Bundesliga-Saison die Playoffs. 2024 wechselte Parish  in die erste estnische Liga zum Verein Selver x Taltech.